# Trofeo Matteotti 2003
Il Trofeo Matteotti 2003, cinquantottesima edizione della corsa, si svolse il 6 luglio 2003 su un percorso di 188,5 km. La vittoria fu appannaggio dell'italiano Filippo Pozzato, che completò il percorso in 4h37'07", precedendo i connazionali Alessandro Spezialetti e Claudio Bartoli.

## Ordine d'arrivo (Top 10)
| Pos. | Corridore              | Squadra                 | Tempo    |
| ---- | ---------------------- | ----------------------- | -------- |
| 1    | Filippo Pozzato        | Fassa Bortolo           | 4h37'07" |
| 2    | Alessandro Spezialetti | Saeco                   | a 0'02"  |
| 3    | Claudio Bartoli        | Panaria-Fiordo          | a 0'38"  |
| 4    | Michele Bartoli        | Fassa Bortolo           | a 1'05"  |
| 5    | Matteo Carrara         | De Nardi-Colpack        | s.t.     |
| 6    | Eddy Serri             | Mercatone Uno-Scanavino | s.t.     |
| 7    | Oscar Camenzind        | Phonak Hearing Systems  | s.t.     |
| 8    | Luca De Angeli         | Colombia-Selle Italia   | s.t.     |
| 9    | Roberto Petito         | Fassa Bortolo           | s.t.     |
| 10   | Tadej Valjavec         | Fassa Bortolo           | s.t.     |